# Шавуот
Шавуо́т (др.-евр. חַג שָׁבֻעֹת/שָׁבֻעוֹת‬, ивр. שָׁבוּעוֹת‎, ашкеназ. Шву́эс, Шви́ес), также Пра́здник седми́ц, День пе́рвых плодо́в (др.-евр. יוֹם הַבִּכּוּרִים‬) — праздник в иудаизме, один из трёх паломнических праздников.
Первоначально был праздником жатвы первого урожая и днём приношения в храм первых плодов. В талмудическую эпоху стал отмечаться как праздник дарования Торы евреям на горе Синай после исхода из Египта. Отмечается 6-го сивана, на 50-й день омера. За пределами Земли Израиля праздник продолжается два дня.

## Название
Кроме древнееврейского названия Шавуот (от др.-евр. שָׁבוּעוֹת‬, дословно — «недели», в ашкеназском произношении «Шву́эс» или «Шви́ес», как и на идише), праздник также называется «Пра́здник седми́ц», «День первых плодов» («праздник бикурим»). Ещё одно название, распространённое в талмудической литературе — аце́рет (др.-евр. עֲצֶרֶת‬) («праздничное собрание»). В самой Торе это слово фигурирует в названии заключительного (аце́рет) праздника Шмини Ацерет, примыкающего к Суккоту, а также применяется к заключительному дню Песаха.
В связи с тем, что праздник отмечается на пятидесятый день после Песаха, завершая отсчёт омера, во многих европейских языках его название — «Пентекост» (от др.-греч. Πεντηκοστή — пятьдесят); оно заимствовано из Септуагинты (перевода Танаха на древнегреческий язык). В русском языке закрепилось слово «Пятидесятница». Схожую этимологию имеет и ряд названий на других языках, например, нем. Pfingsten.

## Время празднования
Шавуот отмечается 6 сивана по еврейскому календарю (по григорианскому календарю этот день выпадает на май или июнь). За пределами Земли Израиля Шавуот отмечается 6 и 7 сивана — в течение двух дней, как и все остальные праздники, заповеданные Торой.
Обычай праздновать в диаспоре два дня сложился в связи с тем, что гонцы, сообщавшие о новомесячье (отправлявшиеся из Иерусалима), не успевали доставить ряду общин своё послание до Песаха, но к Шавуоту, который на пятьдесят дней позже, они успевали всегда. Тем не менее, для унификации праздников Шавуот в наше время в диаспоре празднуется два дня; по некоторым мнениям, это даже строже, чем для других праздников.

## Определение в Торе
Книга Торы Берешит (Бытие) определяет этот праздник как «праздник жатвы первого урожая» (Исх. 23:14-16), как «день приношения бикурим» (Чис. 28:26) или как собственно Шавуот, праздник, связанный с завершением отсчёта дней омера (Исх. 34:22, Втор. 16:10). Во Второзаконии (Втор. 16:9-10) упоминается отсчёт семи недель после праздника Песах, которые завершаются праздником Шавуот. В книге Ваикра (Лев. 23:10, Лев. 23:15-17) рассказывается о праздничном сроке, который начинается днем приношения омера и завершается церемонией приношения в святилище Иерусалимского храма двух хлебов. В отличие от других паломнических праздников, Тора не сообщает точную дату, когда выпадает Шавуот, а только указывает, что его празднуют на 50-й день после Песаха, а поскольку Песах не выпадает на определённые дни недели, то и Шавуот не может начаться во вторник, четверг или субботу.
Принятый русский перевод фрагмента из Лев. 23:11: «на другой день праздника вознесет его священник» скрывает, что в оригинале написано др.-евр. מִמָּחֳרַת הַשַּׁבָּת‬ (ויקרא כג:יא) — буквально «на следующий день после шаббата». Эта особенность текста повлекла за собой альтернативное определение даты Шавуота у саддукеев, ессеев и позднее караимов.

## Контекст и восприятие
Время праздника Шавуот было приурочено к окончанию жатвы ячменя и началу жатвы пшеницы. Название праздника ацерет, встречающееся в талмудической литературе и у Иосифа Флавия, переведено в Септуагинте на греческий язык как эксодион (др.-греч. ἐξόδιον, «праздник Исхода»), что отражает принятую в Устном Законе концепцию, согласно которой весь период от Песаха до Шавуота — пасхальное празднование. 
Начиная с Книги Юбилеев (II в. до н. э.), и после первого упоминания в Талмуде (Мегила, 31А), священные тексты связывают праздник Шавуот с дарованием Торы на горе Синай. Хотя сам текст Торы этого не сообщает, по хронологии Пятикнижия это возможно.

## Заповеди в Шавуот
В праздник Шавуот было заповедано совершать такие же жертвоприношения, как и в другие праздничные дни. Особенностью Шавуота является обязанность приносить в Храм два хлеба (штей ха-лехем др.-евр. שתי לחם‬), испечённых из пшеницы первого урожая (Лев. 23:16-20, Чис. 29).
В Шавуот также полагалось приносить в Храм первые плоды нового урожая Земли обетованной (бикурим, др.-евр. בִּכּוּרִים‬). Мудрецы Устного Закона (начиная с Мишны и Иерусалимского Талмуда) уточняли, что это правило распространяется на семь видов растений. Плоды урожая злаковых приносили как общественное пожертвование, а плоды деревьев — как индивидуальное. Во время церемонии приношения бикурим в Шавуот читали главу Торы, где приводится эта заповедь (Втор. 26:1-11); стихи из неё также используются в пасхальном седере. Заповедь о бикурим соблюдается только при наличии Храма; при его отсутствии она не действует.
Шавуот имеет статус «йом тов» (праздника из Торы); в этот день запрещена всякая работа, но в отличие от шаббата, разрешается приготовление пищи, причём последнее включает в себя перенесение огня и перенос предметов.
Как и в аналогичные праздничные дни, вечером перед заходом солнца зажигают свечи, но можно сделать это и в сам праздник от другого огня, произнося праздничное благословение перед моментом их зажжения. В соответствии с заповедью радоваться в праздники, принято надевать самую нарядную одежду; нельзя носить траур даже по самым близким родственникам. Три дня перед праздником, так называемые «три дня ограждения» (Исх. 19:11-12), носят полупраздничный характер.

### Праздничная трапеза
В Шавуот устраивают праздничную трапезу. Перед ней делают кидуш (освящение трапезы, обычно над бокалом вина). Утром также устраивают праздничную трапезу с коротким кидушем.
Существует обычай есть в Шавуот молочную пищу. Многочисленные еврейские авторы, начиная со Средневековья, связывают этот обычай с Песнью песней, где возлюбленная (интерпретируемая как Тора) ассоциируется с «молоком и мёдом» (Песн. 4:11), а также с преданием о том, что, когда евреи получили Тору, законы о кошерном мясе и о разделении мясного и молочного были трудны и непривычны для них, из-за чего они некоторое время ели только молочную пищу. Кроме этого, гематрия слова халав («молоко») в иврите — 40, что совпадает с количеством дней, проведённых Моисеем на горе Синай до получения Скрижалей Завета.
В ашкеназских общинах (происходящих преимущественно из Центральной и Восточной Европы), из блюд, содержащих молочные продукты, на Шавуот были популярны блинчики с творогом, штрудели и кныши, солёный овечий сыр, пироги с творогом и шпинатом. В общинах Германии было также принято печь специальный «призовой» пирог с творогом под названием «каулеч» (от слова «кулич») для тех детей, которые ни разу не забыли отсчитать дни омера за время от Песаха до Шавуота.

### Чтение священных текстов и молитвы
В ночь праздника Шавуот принято не спать, а учить Тору. Этот обычай носит название «тиккун» («исправление [мира]»). Мудрецы Каббалы указывают распорядок занятий на всю эту ночь, включая чтение отрывков из Письменной Торы, Устной Торы и книги Зоар, а также изучение 613 заповедей. Обычай основан на словах из Зоар, восхваляющих тех, кто не спит ночью в Шавуот, предвкушая час получения Торы.
В Шавуот в синагогах читают стандартные праздничные молитвы, включая галель, а после этого — 19 и 20 главы из книги Шмот, повествующие о даровании Торы на горе Синай, включая чтение десяти заповедей. Также принято читать книгу Рут. Этот обычай связывают с тем, что героиня книги принимает иудаизм, а происходящие события приурочены к жатве, и оба эти аспекта связаны с Шавуотом. По другой версии, эта книга, как генеалогия происшедшего от Рут библейского царя Давида, читается в день Шавуот, в который, согласно традиции, этот царь скончался. Поскольку праздник считается годовщиной смерти («йорцайт») царя Давида, в диаспоре принято во второй день Шавуота читать его Книгу псалмов и зажигать поминальные свечи в память о нём.
В ашкеназских общинах в синагогах к чтению Торы приступают после исполнения пиюта «Акдамут», написанного поэтом рабби Меиром бен-Ицхаком Нехораи на арамейском языке. В сефардских общинах перед чтением Торы исполняют «Азхарот» — поэтическое изложение 613 заповедей («мицвот»). Особенностью сефардской литургии в Шавуот на языке ладино была уникальная песня «La Ketubah de la Ley» — «ктуба закона» (брачный договор Торы).

### Дополнительные обычаи
В праздник Шавуот принято украшать дома и синагоги зеленью, в том числе цветами и плодами. В средние века в ашкеназских общинах также существовал обычай начинать учить маленьких детей Торе именно в Шавуот; детей приводили в синагогу и давать им слизывать мёд со специальной доски, на которой были вырезаны еврейские письмена, чтобы «вкус Торы был сладок в их устах». После урока детей угощали медовым тортом с изображёнными на нём стихами из Торы; этот обычай сохранился до сих пор.
В Израиле популярна традиция обливать друг друга водой в день праздника Шавуот, а также отдыхать у воды. В Иерусалиме принято навещать место, где, согласно традиции, погребены цари из Дома Давида, и вспоминать заслуги царя Давида.
Реформистский иудаизм приурочил к Шавуоту конфирмацию девочек; некоторую роль в этом сыграло сказание о Руфи, принявшей иудаизм.